# Lecythis zabucajo
Lecythis zabucajo là một loài thực vật có hoa trong họ Lecythidaceae. Loài này được Aubl. mô tả khoa học đầu tiên năm 1775.

## Hình ảnh

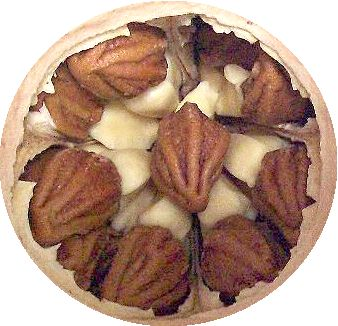
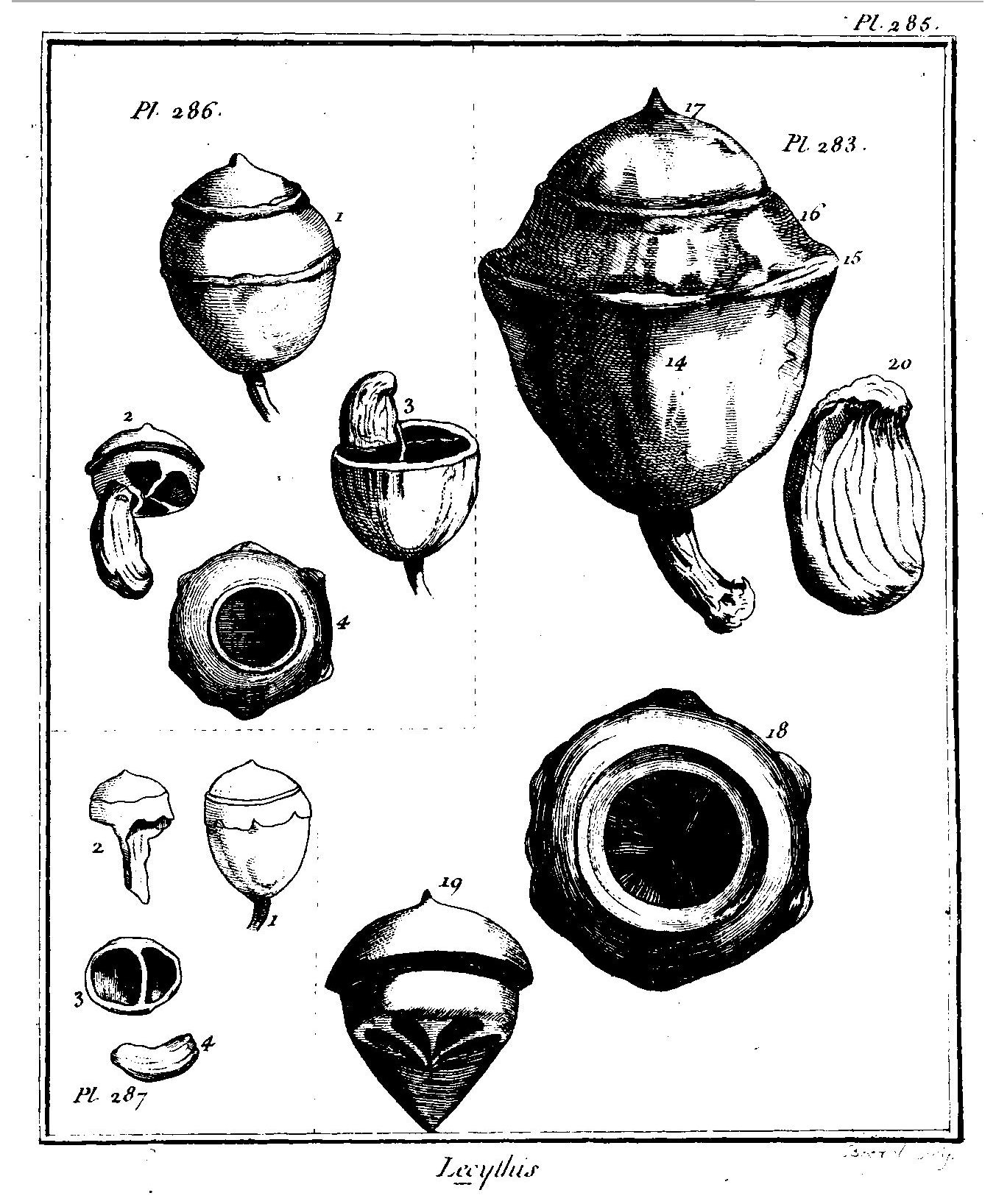
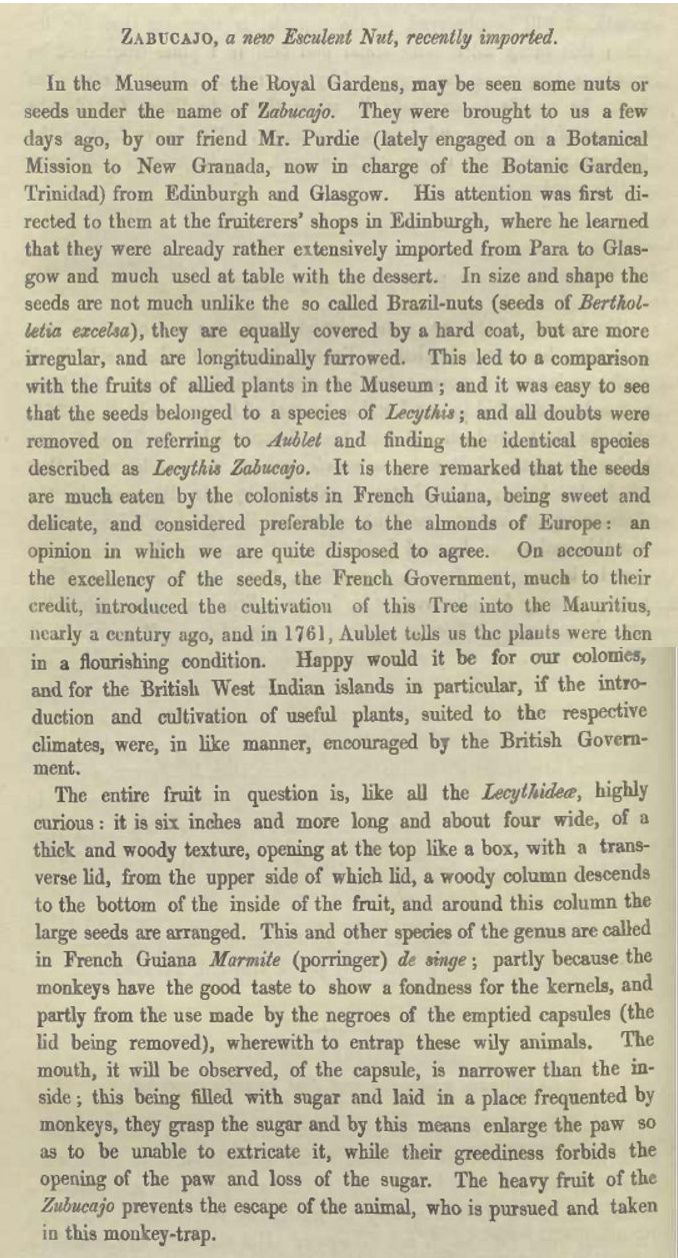
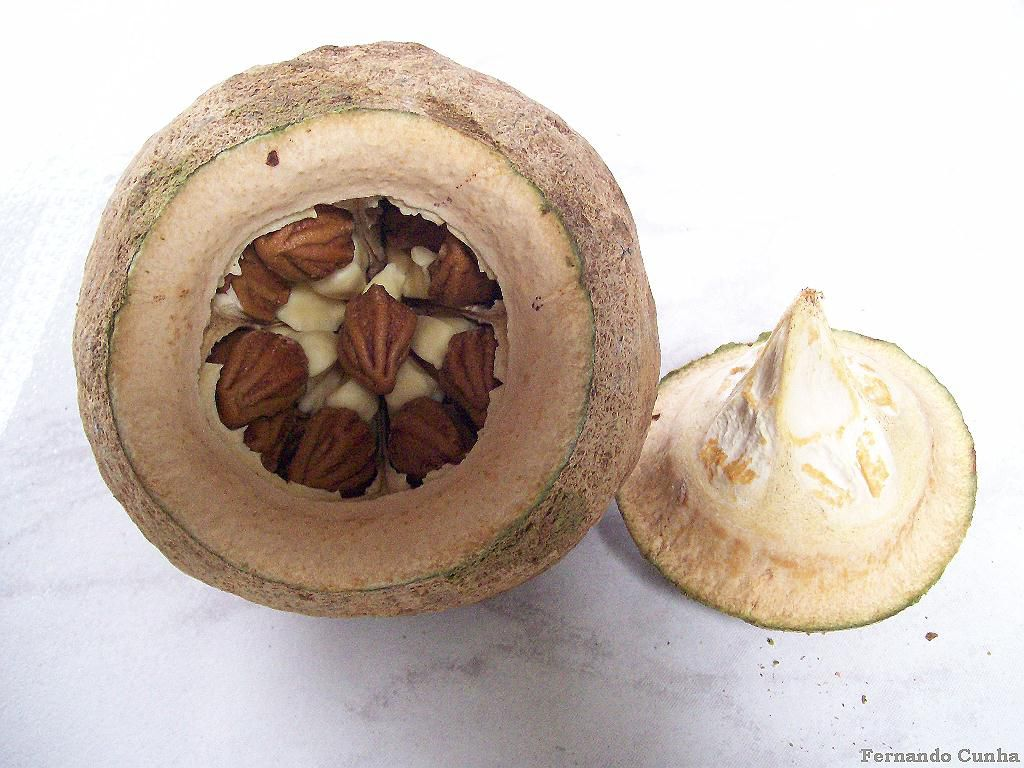
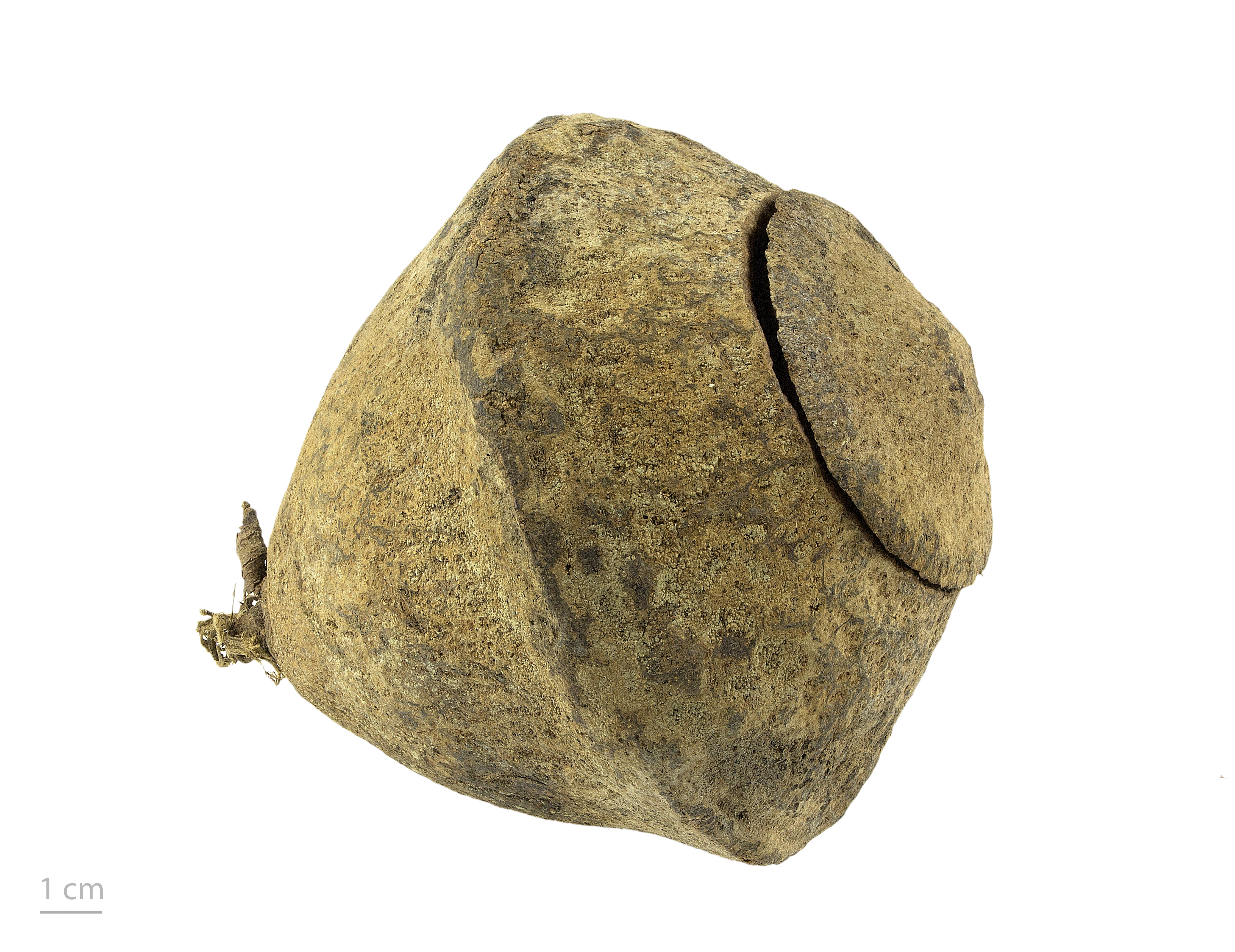
Lecythis zabucajo - Museum specimen